# Holzsendeturm Zeesen
Der Holzsendeturm Zeesen war ein 70 Meter hoher Holzfachwerkturm auf der Kurzwellensendeanlage in Zeesen. Dieser Turm, der aus Pech-Kiefernholz bestand, wurde 1931 errichtet und trug an vier um 90 Grad versetzten Auslegern auf seiner Spitze zwei Rundstrahlantennen für Kurzwelle. Er war damit einer der ersten Sendetürme für Kurzwellenrundfunk in Deutschland.
1939 wurde dieser Turm demontiert und durch einen 70 Meter hohen Stahlmast mit einem Papstfinger ersetzt.
Letzterer ist wie alle Türme des einstigen Kurzwellensenders Zeesen 1945 demontiert worden.